# بیلر براز. رکوردز
بیلر براز. رکوردز (انگلیسی: Bieler Bros. Records) یک ناشر موسیقی مستقل آمریکایی مستقر در فلوریدا است که از سال ۲۰۰۲ آغاز به کار کرد.